# Nowoorsk
Nowoorsk (ros. Новоорск) – osiedle typu miejskiego w Rosji, w obwodzie orenburskim, ośrodek administracyjny rejonu nowoorskiego. W 2021 liczyło 11 071 mieszkańców.